# はじめてのワンマンライブできました
『はじめてのワンマンライブできました』は、2020年5月6日にレプロエンタテインメントから発売された大矢梨華子のミニアルバム形態のオリジナルアルバム。

## 概要
2020年4月3日にTSUTAYA O-WESTで開催される予定だった「大矢梨華子 1stワンマンライブ 〜はじめまして大矢梨華子です！〜」のアンコールにてサプライズ発表して終演後に会場限定販売することとなっていたが、2019新型コロナウイルス感染症拡大防止の為にワンマンライブが延期となった為、5月6日のファンクラブ設立と同時にファンクラブにて期間限定で発売された。特典として購入者を対象として、幻となってしまったワンマンライブの告知ポスター(A2判3種ランダム)へのオンラインサイン会が5月10日に開催された。1曲目にははじめてのオリジナル楽曲である『響けプレリュード』、4曲目には、大矢自身がはじめて作詞作曲した『僕はまだ恋を知らない』が収録されている。また、2曲目の『今よりもっと』は2nd Demo CDとして2019年8月からライブ会場限定販売されていた楽曲である。

## 収録曲
| #         | タイトル                 | 作詞・作曲        | 編曲                      | 時間  |
| --------- | ------------------------ | ----------------- | ------------------------- | ----- |
| 1.        | 「響けプレリュード」     | 堀江晶太          | 堀江晶太                  | 2:44  |
| 2.        | 「今よりもっと」         | 渡邊直人 (Amelie) |                           | 2:42  |
| 3.        | 「トワイライト」         | 堀江晶太          |                           | 3:34  |
| 4.        | 「僕はまだ恋を知らない」 | 大矢梨華子        | 西川ノブユキ (アノアタリ) | 4:12  |
| 合計時間: | 合計時間:                | 合計時間:         | 合計時間:                 | 13:12 |

## リリース日一覧
| 地域 | リリース日   | レーベル                 | 規格           | カタログ番号 |
| ---- | ------------ | ------------------------ | -------------- | ------------ |
| 日本 | 2020年5月6日 | レプロエンタテインメント | CDミニアルバム |              |